# Volcan de Santa Margarida
Le volcan de Santa Margarida est un volcan éteint de la Cordillère transversale situé dans la région volcanique d'Olot, dans la commune de Santa Pau, comarque de la Garrotxa, Catalogne.

## Toponymie

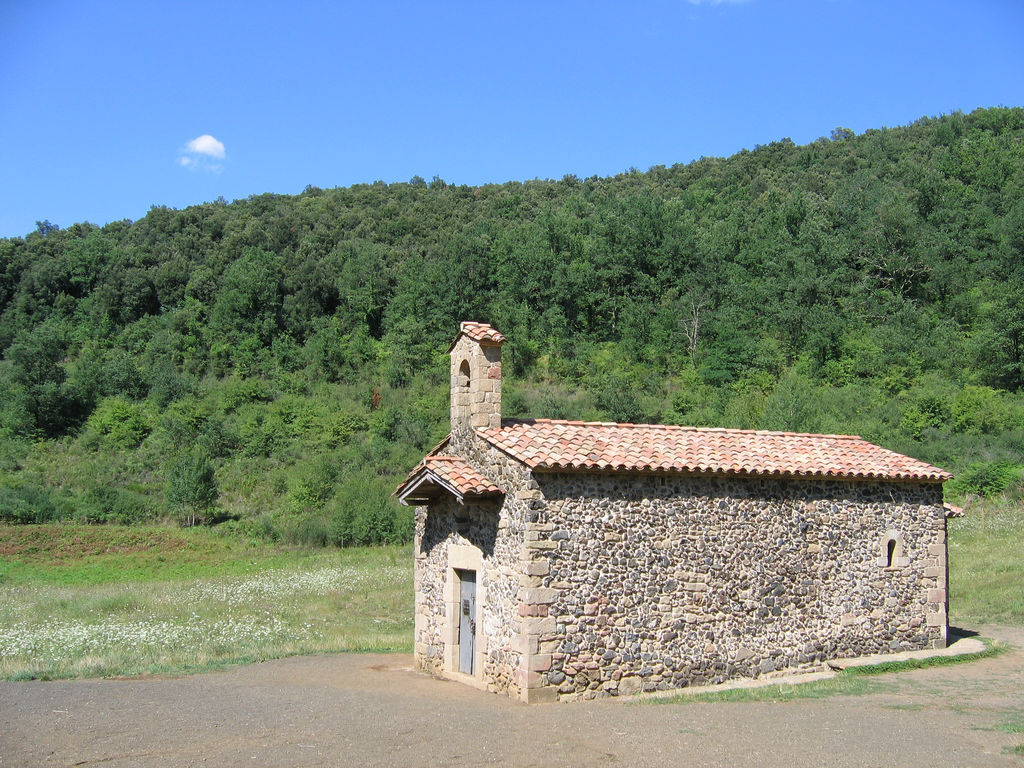
Ermitage de Santa Margarita dans le cratère du volcan

Il tire son nom de l'ermitage situé à son sommet qui est dédié à sainte Marguerite[Laquelle ?].

## Géographie

### Topographie
Le volcan fait partie du parc naturel de la zone volcanique de la Garrotxa. Il se situe au pla de la Cot, à l'ouest de Santa Pau.
Au milieu de ce cratère se trouve l'église de Santa Margarida, d'origine romane.

### Géologie
C'est un des plus importants du secteur, de 682 m de hauteur et dont le périmètre du cratère mesure environ 2 000 m.
Voici environ 11 000 ans que le volcan est entré en éruption.